# Авлошенко Вадим Сергійович
Вади́м Сергі́йович Авло́шенко (нар. 3 червня 1940, Самара, Російська РФСР — пом. 19 травня 2014, Москва, Росія) — радянський, український і російський кінооператор, кіносценарист. Заслужений діяч мистецтв УРСР (1989).

## Біографічні відомості
У 1964 році закінчив ВДІК (операторський факультет, майстерня О. Гальперіна). Перша операторська робота в фільмі «Молодожон» (1963, дипломна робота у співавт. з Л. Бурлакою).
Працював на Одеській кіностудії, де зняв 30 фільмів. Творив разом з Радомиром Василевським, Василем Левіним, Вілленом Новаком, Андрієм Ростоцьким, Андрієм Тарковським, Петром Тодоровським, Всеволодом Шиловським.
Дипломант Всеукраїнського конкурсу кінодраматургів, його оповідання та кіносценарії друкувалися в журналах «Аврора», «Кіносценарії».
Емігрував з України у 2003 році. Помер в Москві.

## Сім'я
- Дружина — Некрасова Неллі Олександрівна (нар. 1940), радянський, український кіноредактор, кінознавець.
- Син — Авлошенко Максим Вадимович (нар. 1969), кінооператор.

## Фільмографія
Брав участь у зйомках більш ніж двадцяти фільмів, зокрема:
- «Вірність» (1965, у співавт. з Л. Бурлакою та В. Костроменком)
- «Товариш пісня» (1966, у співавт.)
- «Формула райдуги» (1966, у співавт. з Б. Мачеретом i Д. Федоровським)
- «Один шанс із тисячі» (1968)
- «Севастополь» (1970)
- «Остання справа комісара Берлаха» (1971)
- «Увімкніть північне сяйво» (1972)
- «Спадкоємці» (1974)
- «Розповіді про Кешку та його друзів» (1974)
- «Мене чекають на землі» (1976)
- «Червоні дипкур'єри» (1977)
- «Петля Оріона» (1980, у співавт. з Е. Губським та Г. Лемешевим)
- «Розбіг» (1982)
- «Дві версії одного зіткнення» (1984)
- «Що у Сеньки було» (1984)
- «Мільйон у шлюбному кошику» (1985, у співавт. з М. Івасівим)
- «У Криму не завжди літо» (1987)
- «Гу-га» (1989)
- «Увага: Відьми!» (1990)
- «Папуга, що говорить на їдиш» (1990)
- «По кому в'язниця плаче...» (1991)
- «Путана» (1991)
- «Чоловіча компанія» (1992, у співавт. з М. Авлошенком)

Автор сценаріїв фільмів:
- «Велика розмова» (1980)
- «Дві версії одного зіткнення» (1985, у співавт. з Ю. Гавриловим)

2003 року переїхав до Москви, де писав сценарії:
- 2005 — «Самотність кохання»
- 2007 — «Мандрівка в закоханість»